# 아와라정
아와라정(芦原町)은 후쿠이현 사카이군에 있던 정이다. 2004년 3월 1일 아와라정 및 가나즈정 등 2개 정이 합병, 아와라시가 성립하고 아와라정 등은 폐지되었다.

## 지리
후쿠이현의 북부에 위치하며 동해에 접해 있었다. 기타가타호 주변은 에치젠카가 해안 국정 공원의 일부가 되고 있다.

## 역사
- 1889년 4월 1일 - 정촌제 시행과 함께 아와라촌이 성립하였다.
- 1935년 2월 11일  - 아와라촌이 정으로 승격해 아와라정이 되었다.
- 1955년 3월 31일 - 아와라정, 혼조촌, 기타가타촌 등 3개 정·촌이 합병, 새로운 아와라정이 성립
- 2004년 3월 1일 - 아와라정 및 가나즈정 등 2개 정이 합병, 아와라시가 설치되고, 아와라정 등은 폐지

## 교통

### 철도
- 에치젠 철도 미쿠니아와라선

### 도로
- 호쿠리쿠 자동차도
- 국도 305호선